# Shetlandspony
Shetlandspony er en udbredt ponyrace, der stammer fra Shetlandsøerne nordøst for Skotland. Det er en lille pony, der som fuldvoksen ikke måler over 1,07 meter ved manken. På grund af sit hjemsteds barske livsbetingelser er det en langtlevende, hårdfør og stærk race, som både benyttes til ridning og som lastdyr. Racen er udbredt over hele verden, men i særligt stort tal findes den i Storbritannien og Nordamerika. En shetlandspony bliver i hesteverdenen tit bare kaldt en 'Shetter'.
Shetlandsponyen har et lille hoved, af og til hvælvet, med små, livlige ører og stor afstand mellem øjnene. Den originale race har kort, muskuløs hals, kompakt og firskåren krop med korte, stærke ben. Ryggen er kort og stort gjordmål (livvidden). Man og hale er tykke, og ponyen anlægger en tæt vinterpels med dobbelt hårlag, som får regn til at prelle af og holder huden tør. Sommerpelsen er kort og glansfuld.
Der er stor farvevariation i hårlag. En Shetlandspony kan have enhver farve i spektret fra sort over grå og brun til cremefarvet og hvid, men plettede ponyer godkendes ikke i bestemmelserne for racen.
Af natur er Shetlandsponyer intelligente, og de er i almindelighed blide og med et roligt temperament, men kan også være lidt bidske og frække. Delvis på grund af deres intelligens kan de være meget egenrådige, hvis de ikke holdes i god træning.
Ved avl og blanding med ponyer af typen Hackney er der i USA fremkommet en særlig variant af Shetlandsponyen, Amerikansk Shetland, som er lidt højere, har krum hals, et længere hoved og en mere elegant krop. Antallet af den oprindelige type Shetlandsponyer i USA overstiger dog stadig antallet af den amerikanske variant.

## Historie
Shetlandsponyens oprindelse er ikke kendt. Efter at være blevet tæmmet af menneskene har den i århundreder været anvendt på øerne til transport af tørv og til pløjning. Da det i midten af det 19. århundrede ved lov blev forbudt at anvende børn til arbejde i kulminer, blev et meget stort antal Shetlandsponyer ført til fastlandet, hvor de arbejdede hele livet under jorden som "mineheste" med at trække kulvogne. Med samme formål førtes et stort antal eksemplarer på dette tidspunkt til det østlige USA.
I dag benyttes racen fortrinsvis som ride- og køreheste.

## Avl og registre
I 1890 oprettedes The Shetland Pony Stud Book Society (SPSBS) i Storbritannien for at beskytte artens renhed og udviklingen af dyr af høj kvalitet. I 1957 tog selskabet SPSBS yderligere initiativer for at højne kvaliteteten af hingste, the Shetland Islands Premium Stallion Scheme.
SPSBS fører register over Shetlandsponyer og kræver, at ponyens højde som fuldt udvokset ikke overstiger 42". I USA findes tilsvarende the American Shetland Pony Club (ASPC), hvor ponyer med en højde mellem 46" og 30" kan registreres.
I Danmark registreres bestanden af Avlsforeningen for Shetlandsponyer i Danmark, og kravet er her, at ponyens stangmål ved treårs alderen ikke må overstige 102 cm og efter dens 4. år ikke overstige 107 cm. Foreningen afholder forskellige arrangementer, herunder en årlig kåring for hopper på tre år og derover. Desuden udgiver den en gang i kvartalet medlemsbladet Shetlænderen.